# Fleurieux-sur-l’Arbresle
Fleurieux-sur-l’Arbresle – miejscowość i gmina we Francji, w regionie Owernia-Rodan-Alpy, w departamencie Rodan.
Według danych na rok 1990 gminę zamieszkiwało 1840 osób, a gęstość zaludnienia wynosiła 193 osób/km² (wśród 2880 gmin regionu Rodan-Alpy Fleurieux-sur-l’Arbresle plasuje się na 468. miejscu pod względem liczby ludności, natomiast pod względem powierzchni na miejscu 1157.).